# Brachysporiella gayana
Brachysporiella gayana är en svampart som beskrevs av Bat. 1952. Brachysporiella gayana ingår i släktet Brachysporiella, ordningen Sordariales, klassen Sordariomycetes, divisionen sporsäcksvampar och riket svampar.   Inga underarter finns listade i Catalogue of Life.